# Claudio Lombardi
Claudio Lombardi ist ein italienischer Motorsporttechniker, der in den 1990er-Jahren Technischer Direktor bei der Scuderia Ferrari war. 
Lombardi studierte Maschinenbau an der Universität von Bologna und kam über Fiat zur Rennabteilung von Lancia. Bei Lancia entwickelte er Motoren für Rallye-Fahrzeuge wie den Delta S4 und die  LC1 und LC2-Prototypen die bei Sportwagenrennen zum Einsatz kamen. Unter Teamchef Cesare Fiorio wurde Lombardi Technischer Direktor bei Lancia. Gemeinsam mit Fiorio wechselte er Ende der 1980er-Jahre zur Scuderia Ferrari und wurde nach der Entlassung von Fiorios 1991 neuer Technischer Direktor der Scuderia und teilte sich die Position des Teamchefs mit Marco Piccinini. Bald wurde er in dieser Funktion jedoch von Sante Ghedini abgelöst. Lombardi kehrte dem Motorsport den Rücken und war fortan für Entwicklung und Bau der Ferrari-Straßenfahrzeuge mitverantwortlich.